# Región de Moyen-Cavally
Moyen-Cavally era hasta 2011 una de las 19 regiones que componían Costa de Marfil. La capital era Guiglo. Ocupando 14.150 km², su población era de (2002 estimado) 443.200 habitantes. 

## Departamentos
La región estaba dividida en tres departamentos: Duékoué, Guiglo y Toulépleu.